# Penthouse
Penthouse, uma revista pornográfica direcionada ao público masculino fundada por Bob Guccione, combina artigos sobre o estilo de vida urbano e ensaios fotográficos eróticos softcore que, nos anos 1990, evoluiu para o hardcore. Penthouse é propriedade de  FriendFinder Network. Antigamente conhecida como General Media, Inc. cuja matriz foi a Penthouse International Inc. antes da reestruturação pelo capítulo 11 do Código de Falências dos Estados Unidos. Embora Guccione seja norte-americano, a revista foi fundada no Reino Unido em 1965, mas começou a ser vendida nos Estados Unidos em setembro de 1969. No auge do seu sucesso, Guccione foi considerado um dos homens mais ricos dos Estados Unidos. Ele foi listado uma vez no ranking das pessoas mais ricas na Forbes 400 (982). Um artigo do New York Times em abril de 2002 reportou Guccione dizendo que a Penthouse arrecadou de US$ 3,5 bilhões a US$ 4 bilhões durante os trinta anos de vida da empresa, com lucro líquido de quase meio bilhão de dólares.

## Inovações
Por muitos anos, Penthouse situou-se entre Playboy e Hustler em sua explicitação e atitude corrente para com a representação sexual, com a Playboy sendo visualmente mais suave e menos focada na genital feminina e com a Hustler seguindo para uma aparência provocadora e conteúdo frequentemente composto por humor escatológico. Quase desde o início, os ensaios fotográficos da Penthouse mostraram a genitália feminina e Pelos púbicos quando isto era considerado por muitos uma obscenidade.
Até 1974, a representação da genitália feminina oferecia vagos retratos das partes pudentas, sem os pequenos lábios entreabertos, após o quê panoramas mais nítidos da vulva começaram a ser mostrados.
Sexo simulado, mas sem penetração ou genitália masculina, seguiu-se; muitos anos depois, genitália masculina, incuindo ereções, pode ser vista. Além disso, a Penthouse se esforçou para manter algum nível de leitura de conteúdo, contudo geralmente mais de cunho sexual que a Playboy.

## Mudança de softcore para hardcore e a volta
Em 1998, a Penthouse decidiu mudar o seu formato e começou a realçar fotografias sexualmente explícitas (isto é, penetrações oral, vaginal e anal reais), começando com fotos do famoso vídeo erótico Stolen Honeymoon com Pamela Anderson e Tommy Lee. A revista também começou a regularmente exibir ensaios de modelos urinando, o que, até então, era considerado um limite definitivo entre a obscenidade ilegal em distinção da pornografia legal.
Uma abordagem diferente foi experimentada pela versão britânica da revista em 1997. Sob a direção de Tom Hilditch, a revista foi renomeada como PH.UK e relançada como uma "revista adulta para homens crescidos" de middle-shelf . Fotógrafos de moda (tal como Corinne Day da revista Face) foram contratados para produzir imagens que mesclassem sexo e moda. O conteúdo editorial da revista incluía entrevistas com celebridades e abordava questões de política sexual. A experiência atraiu grande interesse da imprensa, mas não conseguiu gerar um aumento significativo nas vendas. PH.UK fechou no final de 1998.
Os novos proprietários atenuaram significativamente o conteúdo da revista a partir da edição de janeiro de 2005. Penthouse não mostrava mais a genitália masculina,  sexo real ou simulado entre homem e mulher, ou qualquer forma de conteúdo explícito hardcore. (Mas usava ainda o recurso do sexo simulado entre mulheres, pelo menos de vez em quando.) Embora essa mudança permitisse o retorno de um número limitado dos anunciantes tradicionais à revista, isso não elevou significativamente o número de assinantes; a circulação total ainda estava abaixo de 350 mil.

## História Financeira
A matriz da Penthouse veio a ser a General Media Inc, em 1993, em conexão com a companhia, vindo a público em 21 dezembro de 1993, em uma oferta de títulos registrados na Comissão de Valores Mobiliários norte-americana (Securities and Exchange Commission - SEC) no valor de 85 milhões dólares. Jefferies and Company levou a oferta das obrigações especulativas (Jefferies é um banco de investimento middle-market líder listado na New York Stock Exchange). O principal comprador dos títulos foi MacKay Shields (US$ 40 bilhões), divisão da companhia de seguros New York Life (US$ 143 bilhões).
A garantia para os títulos foi principalmente das marcas registradas da empresa e outras propriedades intelectuais, já que a marca "Penthouse" é uma marca mundialmente reconhecida e seria difícil e caro para recriar.
Em 1997, a Cerberus Capital Management começou a adquirir os títulos da General Media no mercado aberto. Cerberus é um dos maiores fundos de cobertura nos Estados Unidos, com US$ 18 bilhões reportados em seu âmbito de gestão.
Em um esforço para levantar dinheiro e para reduzir a dívida, a Penthouse vendeu seu portfólio de inúmeros títulos de revistas automotivas em 1999 por US$ 33 milhões em dinheiro para Peterson Automotive, o grupo nacional de publicação automotiva. Embora estes títulos fossem bem sucedidos, é amplamente divulgado que as revistas de ciência e saúde Omnie Longevity custaram à Penthouse quase US$ 100 milhões, contribuindo para seus eventuais problemas financeiros.
Guccione, em sua confiança, continua a ser o único acionista da General Media, de acordo com os registros da SEC, apesar dos compromissos de obrigacionista. Em outubro de 2002, ele concordou em assumir seus primeiros acionistas minoritários em 37 anos. Associados de Jason Galanis e Charles Samel adquiriram 15% da empresa, de acordo com os registros da SEC (mais tarde associados adquiriram os 100% em Novembro de 2003, de acordo com arquivos). Em outubro de 2002, a General Media tornou-se uma subsidiária integral da Penthouse Internacional (antigamente conhecida como American Pulp).
Em maio de 2007, a SEC estabeleceu um processo movido contra Galanis e Samel de suposta fraude e falsos relatórios financeiros. No acordo, nenhuma culpa foi admitida, enquanto que o acordo resolve as acusações da SEC de que a General Media usou uma assinatura eletrônica sem autorização de Bob Guccione, ex diretor executivo da revista, para atender às exigências da Lei de direito de certificação Sarbanes-Oxley em seu relatório no primeiro trimestre de 2003.

### Falência
Por meio de arquivos da SEC, a General Media omitiu um pagamento de US$1,3 milhão em títulos circulatórios. Como resultado, os obrigacionistas tiveram o direito de assumir o controle da companhia, a menos que a General Media solicitasse proteção nos termos da legislação federal de falências.
Em 12 de agosto de 2003, a General Media, empresa controladora da revista, rogou pelo Capítulo 11 de proteção à falência. Imediatamente após a representação, Cerberus Capital Management estabeleceu uma linha de crédito a devedor na possessão de US$ 5 milhões com a General Media para fornecer a esta capital de giro. Em outubro de 2003, foi anunciado que a revista Penthouse estava sendo posta a venda como parte do acordo com os credores. Em 13 de novembro de 2004, Guccione renunciou ao cargo de presidente e CEO da Penthouse Internacional, a matriz da General Media.
Mais tarde, a General Media apresentou um plano de reorganização que cedia o controle para os obrigacionistas, mas depois retirou o plano e apresentou um novo que resultaria em os acionistas manterem o controle da empresa. Also, the parties acquired the Guccione mansion from the foreclosing lenders and reached agreement with Guccione to lease him the home for $1 per year for the rest of his life.
Dado o enorme reconhecimento à marca Penthouse, o financista Marc H. Bell, um desenvolvedor imobiliário do Sul da Flórida com elevado patrimônio líquido e fundador da Globix Corporation, uma empresa de hospedagem na Internet, formou uma parceria para a aquisição, chamada de PET Capital Partners (como em, "pet of the month") em seguida, levou sua equipe a acumular 89 por cento dos US$ 50 milhões da revista em obrigações. "Nós não compramos a companhia, nós compramos a dívida", disse Bell.
Os desafios de falência entre os obrigacionistas e os acionistas continuaram através de quatro planos oficiais de reorganização e processo substancial. Finalmente, o plano do grupo obrigacionista PET Capital Partner foi ratificado pela Corte. No entanto, o plano não poderia ser fechado sem a resolução do litígio pendente entre as partes.
Em 28 de setembro de 2004, a parte Molina concordou em rejeitar seus pedidos e consentir a transação. De acordo com registros da SEC, simultaneamente a Care Concepts pagou à PET Capital Partners US$ 16,45 milhões em dinheiro por 39,3% da Penthouse Media Group. A Penthouse International pagou um adicional de US$ 1 milhão. Molina abriu mão de suas reivindicações em consideração ao returno de uma nota promissória no valor de US$ 10 milhões pertencente à PET Capital Partners.
Em 4 de outubro de 2004, a General Media emergiu da bancarrota e foi renomeada como Penthouse Media Group. Ela passou a ser propriedade de três investidores: Bell, Daniel Staton, um investidos do sul da Flórida com diversas propriedades de investimento,, e um membro do corpo de diretores da Public Storage, Inc., (NYSE: PSA), e da Absolute Capital Management, conduzida por Florian Homm, a gerente alemão de fundos de cobertura.
Em agosto de 2005, a PET Capital Partners terminou um financiamento de US$ 40 milhões com a Post Advisory, Canyon Capital, e Satellite. De acordo com documentos arquivados da SEC datados de 31 de agosto de 2005, assinado por Marc Bell como presidente, Jefferies and Company representou a Penthouse na colocação privada de um novo débito. De acordo com os documentos, os pagamentos de US$ 14.502.901 foram feitos a diretores e administradores e officers of $14,502,901 and "pagamentos a outros" somaram US$11,710,965.38, deixando a empresa com um capital de giro de US$ 11.441.218,59.

### Questão dos fundos de cobertura
Por causa do estabelecimento da marca, Guccione se tornou atrativo aos principais investidores tradicionais, incluindo o maior fundo de investidores do país. No início de 1997, a Cerberus Capital Management adquiriu interesse nas ações da General Media, Inc. de Guccione. Além do mais, Elliot Associates fez um empréstimo pessoal a Guccione no valor de US$17 milhões para a hipoteca de sua mansão. Mais tarde, depois de Guccione ter buscado proteção no caso da falência, um fundo de cobertura europeu chamado Absolute Capital Management— com base em Maiorca, Espanha, e Londres —adquiriu as ações da Cerberus. A Absolute é um fundo de cobertura de capital aberto com US$ 2,1 bilhões no âmbito da gestão. Guccione foi capaz de pagar Elliot Associates com dinheiro de Galanis e Fundos Laurus. Como parte da reestruturação da bancarrota, os acionistas da Penthouse providenciaram um financiamento institucional adicional um plano de concorrência ou reorganização que preservaria seus interesses como acionistas. A Post Advisory Group, um fundo de cobertura de US$9 bilhões, propriedade da companhia de seguros Principal Financial Group, comprometeu-se formalmente, por escrito, em 4 de março de 2004 a pagar US$30 milhões para a General Media, juntamente com US$38 milhões de penhor à família Molina. Ainda que a Post Advisory não financiasse o plano acima, desde que não tinha sido confirmado pela Corte, depois da reogarnização completa da falência, a Post Advisory Group, a Canyon Capital, e a Satellite investiram coletivamente US$ 40 milhões na reorganização da General Media, agora chamada Penthouse Media Group. Atualmente, os três fundos de cobertura possuem uma primeira hipoteca sobre a totalidade dos ativos da Penthouse. Laurus teria declaradamente vendido a mansão por US$ 59 milhões no final de 2006. Galanis teria instituído e estruturado a transação inicial da Post Advisory, a transação Laurus/Alexandre e o investimento de Molina, a fim de reestruturar a empresa e preservar o estoque comum.
Cerberus primeiro adquiriu a dívida de Guccione 1997 quando o fundo de cobertura comprou a dívida pessoalmente garantida por Guccione em conexão com seu malfadado cassino "Atlantic City" que lhe custou um estimado de US$140 milhões. Guccione eventualmente emprestava dinheiro de Elliot e outros para pagar em totalidade a Cerberus, mas, como resultado, sua dívida só aumentava.
Não obstante as questões financeiras de Penthouse/Guccione, a General Media tinha um fluxo de caixa positivo pelos últimos dez anos, de acordo com os registros da SEC. No entanto, como ela pagou mais de US$ 8 milhões em juros sobre as ações e US$ 4,5 milhões para pagar as despesas da vida de Guccione, salário e na manutenção de sua mansão, a empresa se tornou sem dinheiro.

### Aquisições
Em dezembro de 2007, a PMGI anunciou a compra da Various, Inc. por U$500 milhões.  A Various Inc. opera um sólido grupo de sites de redes sociais, incluindo a AdultFriendFinder. A Penthouse Media Group foi mais tarde renomeado FriendFinder Networks.

### Penthouse Mobile e Penthouse HDTV para celulares
Desde janeiro de 2003, a Penthouse International tem trabalho em conjunto com FCC, DISA e várias agências, assim como várias universidades para oferecer o serviço Penthouse HDTV para telefones celulares usando a emissora regular de TV dos Estados Unidos e serviços de provedores de Internet.

## Controvérsias

### Traci Lords
A edição de setembro de 1984 da revista Penthouse teria se tornado eventualmente controversa por causa da garota sua página central, Traci Lords. Lords posou nua para esta edição no começo de sua carreira como atriz de filmes adultos. Mais tarde foi revelado que Lords era menor de idade durante grande parte de sua carreira na pornografia e que ela tinha apenas quinze anos de idade quando posou para Penthouse.

## Versões Internacionais
- Edição alemã
- Edição australiana
- Edição britânica
- Edição búlgara
- Edição espanhola
- Edição francesa
- Edição grega
- Edição húngara
- Edição portuguesa
- Edição russa
- Edição tailandesa

## Automobilismo

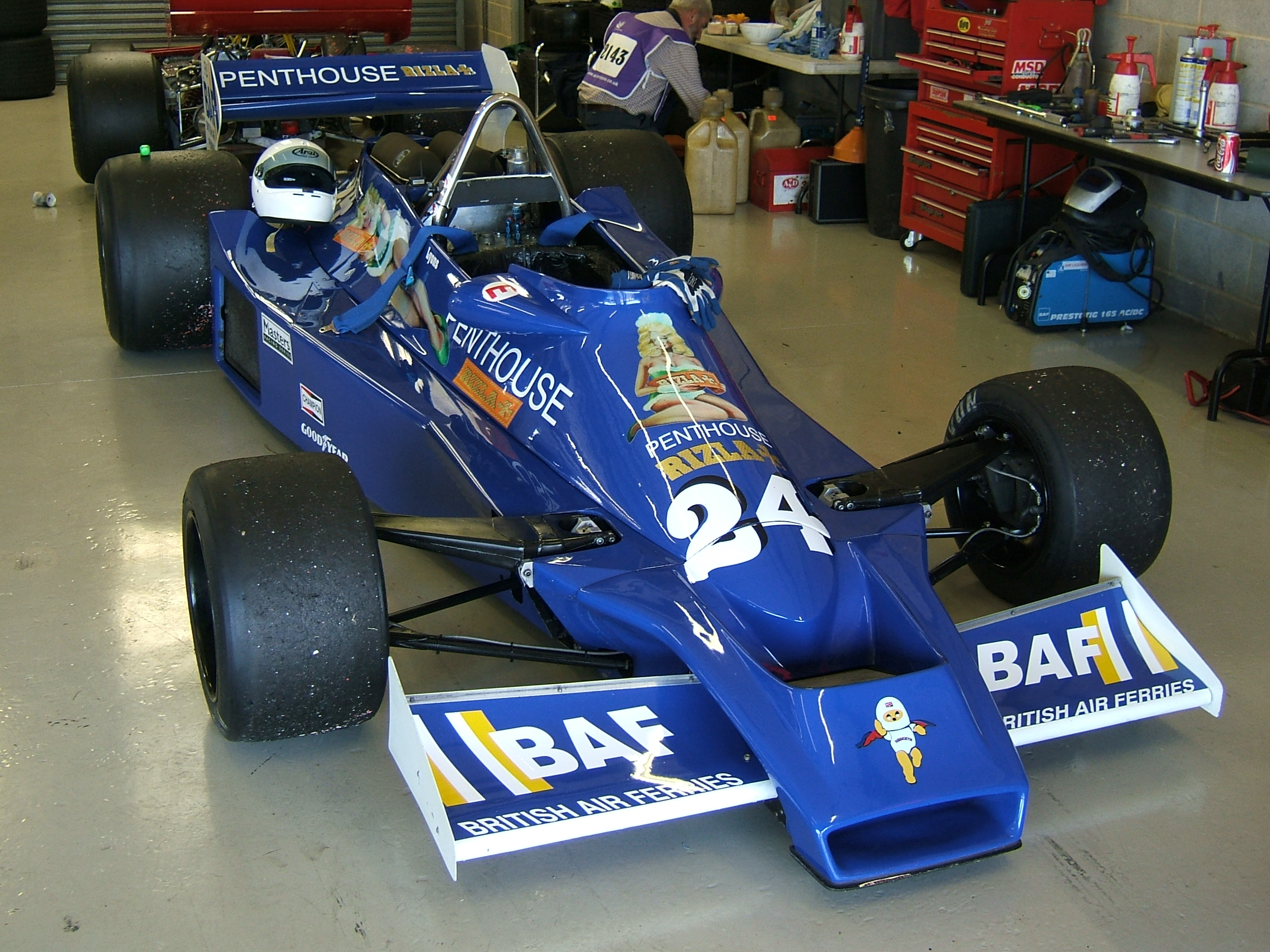
Patrocínio da Penthouse Rizla Racing em um Hesketh 308E, 1977.

Penthouse patrocina o carro do piloto Randy Hannagan na série World of Outlaws de sprint cars. Muita controvérsia dos fãs cercou o patrocínio com muitos alegando promover boicote imediato a qualquer evento em que Hannagan entrasse. [carece de fontes?]. No entanto, o corpo de sanções, DIRT Motorsport, não impede a Penthouse de continuar com o patrocínio. Existe uma seção no ‘’site’’ oficial da Penthouse que somente pode ser acessado através de um ‘’link’’ no ‘’website’’ da Hannagan e quando acessada oferece um desconto especial para a assinatura de um ano da publicação.
Anteriormente, a revista patrocinou carros na Fórmula 1 a partir do final dos anos 1970 ao início de 1980. Entre as equipes, estão Hesketh Racing e RAM.